# Liste des monuments historiques d'Anvers/Dam
Cette page regroupe l'ensemble des monuments classés du quartier de Dam dans la ville d'Anvers.
| Objet                                           | Statut du classement? | Année de construction/architecte | Section communale | Adresse                 | Coordonnées                      | Numéro d'inventaire | Illustration |
| ----------------------------------------------- | --------------------- | -------------------------------- | ----------------- | ----------------------- | -------------------------------- | ------------------- | ------------ |
| (nl) Schoolgebouwen                             |                       |                                  | Anvers            | Bredastraat 39          | 51° 13′ 59″ nord, 4° 25′ 16″ est | 6557                | Téléverser   |
| (nl) Art Nouveau enkelhuizen                    |                       |                                  | Anvers            | Bredastraat 113         | 51° 14′ 08″ nord, 4° 25′ 26″ est | 6558                | Téléverser   |
| (nl) Art Nouveau enkelhuizen                    |                       |                                  | Anvers            | Bredastraat 131         |                                  | 6558                | Téléverser   |
| (nl) Sint-Jacobskapel                           |                       |                                  | Anvers            | Bredastraat 34          | 51° 13′ 58″ nord, 4° 25′ 19″ est | 6559                | Téléverser   |
| (nl) Hoekhuis met de Drie Snellenstraat         |                       |                                  | Anvers            | Bredastraat 80          | 51° 14′ 03″ nord, 4° 25′ 25″ est | 6560                | Téléverser   |
| (nl) Hoekhuis met de Drie Snellenstraat         |                       |                                  | Anvers            | Bredastraat 84          | 51° 14′ 03″ nord, 4° 25′ 25″ est | 6560                | Téléverser   |
| (nl) "Station Antwerpen Dam"                    | Oui                   |                                  | Anvers            | Damplein 1              | 51° 13′ 52″ nord, 4° 25′ 30″ est | 6676                | Téléverser   |
| (nl) "Station Antwerpen Dam"                    | Oui                   |                                  | Anvers            | Damplein 27             | 51° 13′ 52″ nord, 4° 25′ 30″ est | 6676                | Téléverser   |
| (nl) Woon- en winkelhuis                        | Oui                   |                                  | Anvers            | De Marbaixstraat 5      | 51° 13′ 40″ nord, 4° 26′ 14″ est | 6700                | Téléverser   |
| (nl) Woon- en winkelhuis                        | Oui                   |                                  | Anvers            | De Marbaixstraat 7      | 51° 13′ 40″ nord, 4° 26′ 14″ est | 6700                | Téléverser   |
| (nl) Enkelhuis                                  | Oui                   |                                  | Anvers            | De Marbaixstraat 9      | 51° 13′ 40″ nord, 4° 26′ 14″ est | 6701                | Téléverser   |
| (nl) Enkelhuis                                  | Oui                   |                                  | Anvers            | De Marbaixstraat 11     | 51° 13′ 40″ nord, 4° 26′ 14″ est | 6701                | Téléverser   |
| (nl) Eclectisch enkelhuis                       | Oui                   |                                  | Anvers            | De Marbaixstraat 27     | 51° 13′ 41″ nord, 4° 26′ 13″ est | 6702                | Téléverser   |
| (nl) Rijhuis                                    | Oui                   |                                  | Anvers            | De Marbaixstraat 31     | 51° 13′ 41″ nord, 4° 26′ 13″ est | 6703                | Téléverser   |
| (nl) Woonhuis met magazijn en stal              | Oui                   |                                  | Anvers            | De Marbaixstraat 39     | 51° 13′ 41″ nord, 4° 26′ 12″ est | 6704                | Téléverser   |
| (nl) Eclectisch rijhuis                         | Oui                   |                                  | Anvers            | De Marbaixstraat 47     | 51° 13′ 42″ nord, 4° 26′ 12″ est | 6705                | Téléverser   |
| (nl) Eenheidsbebouwing van twee enkelhuizen     | Oui                   |                                  | Anvers            | De Marbaixstraat 49     | 51° 13′ 43″ nord, 4° 26′ 12″ est | 6706                | Téléverser   |
| (nl) Eenheidsbebouwing van twee enkelhuizen     | Oui                   |                                  | Anvers            | De Marbaixstraat 51     | 51° 13′ 43″ nord, 4° 26′ 12″ est | 6706                | Téléverser   |
| (nl) "Cafe de Marbaix", Art Nouveau hoekhuis    | Oui                   |                                  | Anvers            | De Marbaixstraat 2      | 51° 13′ 38″ nord, 4° 26′ 16″ est | 6707                | Téléverser   |
| (nl) Art Nouveau enkelhuis                      | Oui                   |                                  | Anvers            | De Marbaixstraat 4      | 51° 13′ 39″ nord, 4° 26′ 16″ est | 6708                | Téléverser   |
| (nl) Art Nouveau enkelhuizen                    | Oui                   |                                  | Anvers            | De Marbaixstraat 8      | 51° 13′ 39″ nord, 4° 26′ 16″ est | 6709                | Téléverser   |
| (nl) Art Nouveau enkelhuizen                    | Oui                   |                                  | Anvers            | De Marbaixstraat 10     | 51° 13′ 39″ nord, 4° 26′ 16″ est | 6709                | Téléverser   |
| (nl) Art Nouveau enkelhuis                      | Oui                   |                                  | Anvers            | De Marbaixstraat 14     | 51° 13′ 39″ nord, 4° 26′ 16″ est | 6710                | Téléverser   |
| (nl) Woonhuis met magazijn                      | Oui                   |                                  | Anvers            | De Marbaixstraat 20     | 51° 13′ 40″ nord, 4° 26′ 15″ est | 6711                | Téléverser   |
| (nl) Eenheidsbebouwing                          | Oui                   |                                  | Anvers            | De Marbaixstraat 24     | 51° 13′ 40″ nord, 4° 26′ 15″ est | 6712                | Téléverser   |
| (nl) Eenheidsbebouwing                          | Oui                   |                                  | Anvers            | De Marbaixstraat 26     | 51° 13′ 40″ nord, 4° 26′ 15″ est | 6712                | Téléverser   |
| (nl) Eenheidsbebouwing                          | Oui                   |                                  | Anvers            | De Marbaixstraat 28     | 51° 13′ 40″ nord, 4° 26′ 15″ est | 6712                | Téléverser   |
| (nl) Eenheidsbebouwing                          | Oui                   |                                  | Anvers            | De Marbaixstraat 30     | 51° 13′ 40″ nord, 4° 26′ 15″ est | 6712                | Téléverser   |
| (nl) Drie enkelhuizen                           | Oui                   |                                  | Anvers            | De Marbaixstraat 42     | 51° 13′ 42″ nord, 4° 26′ 14″ est | 6713                | Téléverser   |
| (nl) Drie enkelhuizen                           | Oui                   |                                  | Anvers            | De Marbaixstraat 44     | 51° 13′ 42″ nord, 4° 26′ 14″ est | 6713                | Téléverser   |
| (nl) Drie enkelhuizen                           | Oui                   |                                  | Anvers            | De Marbaixstraat 46     | 51° 13′ 42″ nord, 4° 26′ 14″ est | 6713                | Téléverser   |
| (nl) Enkelhuis                                  | Oui                   |                                  | Anvers            | De Marbaixstraat 64     | 51° 13′ 43″ nord, 4° 26′ 13″ est | 6714                | Téléverser   |
| (nl) Enkelhuis                                  |                       |                                  | Anvers            | Dijlestraat 17          | 51° 13′ 53″ nord, 4° 25′ 48″ est | 6730                | Téléverser   |
| (nl) Fabrieksgebouw                             |                       |                                  | Anvers            | Dijlestraat 52          | 51° 13′ 56″ nord, 4° 25′ 51″ est | 6731                | Téléverser   |
| (nl) Fabriek Gebroeders De Beuckelaer Cichorei  |                       |                                  | Anvers            | IJzerlaan 5             | 51° 14′ 09″ nord, 4° 25′ 24″ est | 6885                | Téléverser   |
| (nl) Thans pakhuis "Le Globe"                   |                       |                                  | Anvers            | IJzerlaan 54            | 51° 14′ 04″ nord, 4° 25′ 35″ est | 6886                | Téléverser   |
| (nl) Thans pakhuis "Le Globe"                   |                       |                                  | Anvers            | IJzerlaan 56            | 51° 14′ 04″ nord, 4° 25′ 35″ est | 6886                | Téléverser   |
| (nl) Parochiekerk Sint-Lambertus                |                       |                                  | Anvers            | Lange Lobroekstraat     | 51° 13′ 54″ nord, 4° 25′ 41″ est | 7165                | Téléverser   |
| (nl) Pastorie Sint-Lambertus                    |                       |                                  | Anvers            | Lange Lobroekstraat 163 | 51° 13′ 51″ nord, 4° 25′ 44″ est | 7167                | Téléverser   |
| (nl) Dubbelhuis in neo-Vlaamse renaissancestijl |                       |                                  | Anvers            | Lange Lobroekstraat 165 | 51° 13′ 52″ nord, 4° 25′ 44″ est | 7168                | Téléverser   |
| (nl) Rijhuizen                                  |                       |                                  | Anvers            | Lange Lobroekstraat 203 | 51° 13′ 53″ nord, 4° 25′ 39″ est | 7169                | Téléverser   |
| (nl) Rijhuizen                                  |                       |                                  | Anvers            | Lange Lobroekstraat 205 | 51° 13′ 53″ nord, 4° 25′ 39″ est | 7169                | Téléverser   |
| (nl) Rijhuizen                                  |                       |                                  | Anvers            | Lange Lobroekstraat 207 | 51° 13′ 53″ nord, 4° 25′ 39″ est | 7169                | Téléverser   |
| (nl) Art Nouveau enkelhuis                      |                       |                                  | Anvers            | Lange Lobroekstraat 217 | 51° 13′ 53″ nord, 4° 25′ 38″ est | 7170                | Téléverser   |
| (nl) Art Nouveau hoekpand                       |                       |                                  | Anvers            | Lange Lobroekstraat 219 | 51° 13′ 54″ nord, 4° 25′ 38″ est | 7171                | Téléverser   |
| (nl) Art Nouveau enkelhuis                      | Oui                   |                                  | Anvers            | Lange Lobroekstraat 12  | 51° 13′ 39″ nord, 4° 26′ 14″ est | 7172                | Téléverser   |
| (nl) "De Dageraad", Art Nouveau enkelhuis       |                       |                                  | Anvers            | Lange Lobroekstraat 14  | 51° 13′ 39″ nord, 4° 26′ 13″ est | 7173                | Téléverser   |
| (nl) Handbediende havenkraan                    | Oui                   |                                  | Anvers            | Slachthuislaan          | 51° 13′ 56″ nord, 4° 26′ 03″ est | 200512              | Téléverser   |